# Лозыльга
Лозыльга (вас. сельк. Ло́хылкы — чёртова речка, от ло̄з, ло̄ӽ — дух, чёрт) — река в России, протекает по Каргасокскому району Томской области. Устье реки находится в 170 км по правому берегу реки Чижапка. Длина реки составляет 16 км. Приток — Южная Лозыльга.

## Данные водного реестра
По данным государственного водного реестра России относится к Верхнеобскому бассейновому округу, водохозяйственный участок реки — Васюган, речной подбассейн реки — Васюган. Речной бассейн реки — (Верхняя) Обь до впадения Иртыша.